# Zofia Romanowiczówna

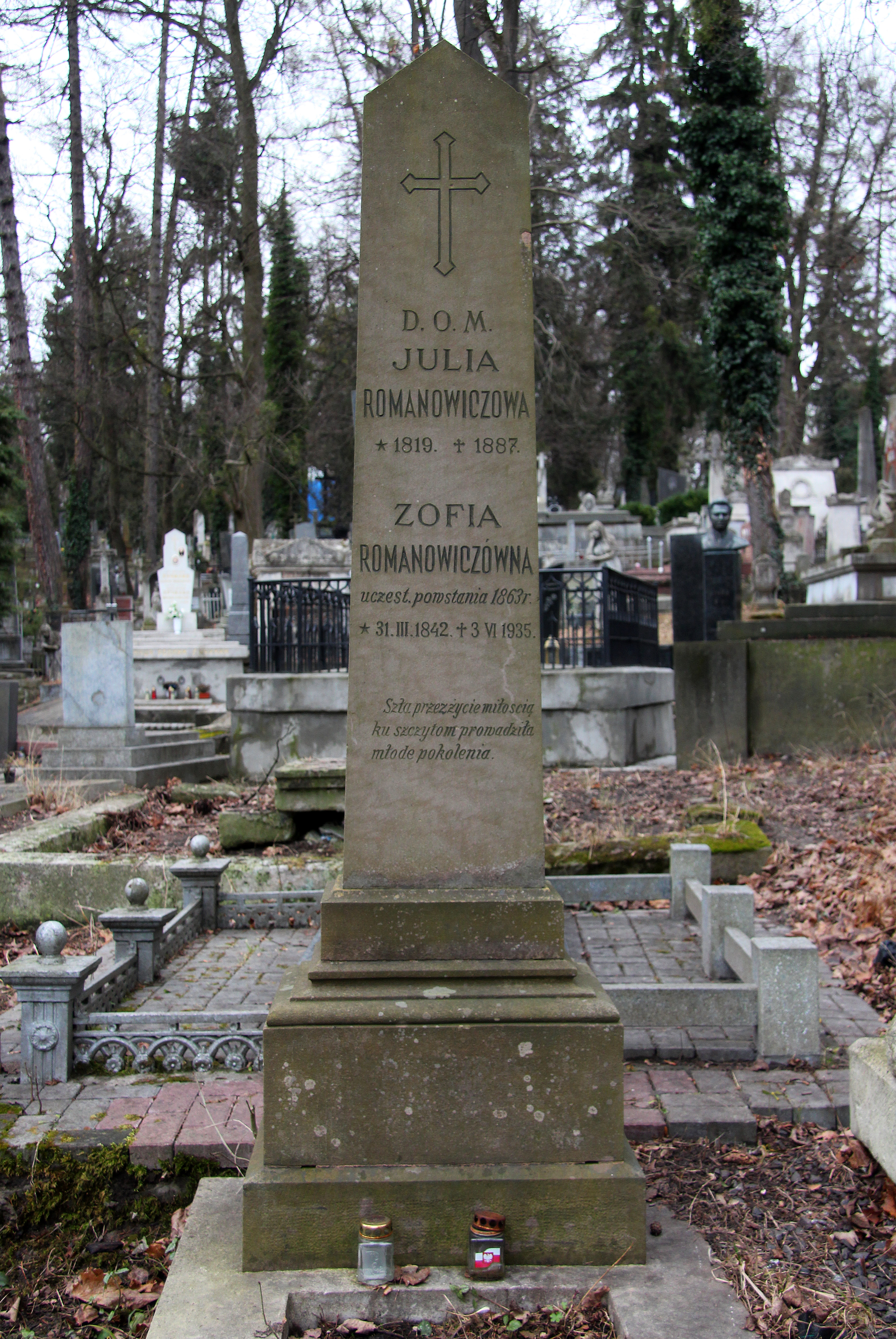
Nagrobek Zofii Romanowiczówny i jej matki Julii.

Zofia Romanowiczówna (ur. 31 marca 1842 we Lwowie, zm. 4 czerwca 1935 tamże) – polska nauczycielka, uczestniczka powstania styczniowego, działaczka niepodległościowa, oświatowa i społeczna.

## Życiorys
Urodziła się 31 marca 1842 we Lwowie. Była córką Piotra (adwokat) i Julii z domu Krauze (1819-1897) oraz siostrą Tadeusza.
Od 1860 pracowała jako nauczycielka prywatna, m.in. kształciła dzieci Karola Wilda. W tym samym roku była współzałożycielką Towarzystwa Oszczędności Kobiet we Lwowie, a przed 1863 była współzałożycielką Stowarzyszenie im. Klaudyny Potockiej, ruchu mającego na celu wspierać postawy patriotyczne i samokształceniowe. Uczestniczyła w powstaniu styczniowym 1863 trudniąc się wytwarzaniem nabojów, pracując przy szyciu garderoby, produkując opatrunki oraz działając jako kurierka i wsparcie przy ucieczkach. W marcu 1863 została aresztowana i na miesiąc uwięziona.
W 1868 Stowarzyszenie tzw. „Klaudynek” przekształcono w Stowarzyszenie Czynnych Polek. W 1874 założono Stowarzyszenia Pracy Kobiet. W 1875 złożyła egzamin dopuszczający do wykładania na poziomie szkół państwowych. W 1877 stworzyła Kółko Serdecznych Polek. Od 1879 była starszym nauczycielem Miejskiej Szkoły Wydziałowej Żeńskiej im. Królowej Jadwigi. Była zastępczynią Antoniny Machczyńskiej, przewodniczącej Związku Nauczycielek we Lwowie (powstałego w 1903 z połączenia Związku Koleżeńskiego Byłych Seminarzystek i Nauczycielek ze Stowarzyszeniem Nauczycielek). W 1906 odeszła na emeryturę. Podczas I wojny światowej od lipca 1915 stała na czele Ligi Kobiet Galicji i Śląska we Lwowie. W swoim życiu miała okazję zetknąć się z wieloma osobistościami, głównie z życia artystycznego i kulturalnego. Swoje wspomnienia zawarła w publikacji pt. Cienie (kilka oderwanych kart z mojego życia), wydanej w 1930.
Po odzyskaniu przez Polskę niepodległości (1918) w okresie II Rzeczypospolitej została awansowana na stopień podporucznika weterana Wojska Polskiego. Otrzymała honorowe członkostwo Związku Obrońców Lwowa.
W ostatnich latach życia była ociemniała. Zmarła 4 czerwca 1935 we Lwowie jako ostatnia kobieta-uczestniczka powstania styczniowego żyjąca na obszarze województwa lwowskiego. Została pochowana na Cmentarzu Łyczakowskim we Lwowie. Jej pamięć, jako osoby przez wiele lat promującej ideały patriotyczne, została uhonorowana przez środowisko lwowskiego nauczycielstwa w pierwszą rocznicą śmierci w połowie czerwca 1936.

## Publikacje
- Z roku 1863 (1912)[1]
- Z dni krwi i łez 1863–1865 (1913)[1]
- Klaudynki. Kartka z dziejów patryotycznej pracy kobiet w Galicyi, w drugiej połowie ubiegłego stulecia (1913)[1]
- Czy pamiętam? (w: Ostatnie słowa. Opowiadania i wspomnienia uczestników walki o wolność w roku 1863/4, 1913)[1]
- Pierwszy mazur z Arturem Grottgerem (w: Opowieści dziewczęce, 1920)[1]
- Ci, których znałam (1928)[1]
- Cienie (kilka oderwanych kart z mojego życia) (1930)[1]
- Tadeusz Romanowicz. Listy i wspomnienia (1934)[1]

## Odznaczenia
- Krzyż Kawalerski Orderu Odrodzenia Polski  – 2 maja 1924 „za zasługi, położone w walce o niepodległość Polski w powstaniu 1863 r.”[1][10][11]
- Krzyż Niepodległości – 10 listopada 1930 „za pracę w dziele odzyskania niepodległości"[1][12]